# Нерехта
Нерехта (рус. Нерехта) град је у Русији у Костромској области.

## Становништво
| 1939.  | 1959.  | 1970.  | 1979.  | 1989.  | 2002.  | 2010.  |
| ------ | ------ | ------ | ------ | ------ | ------ | ------ |
| 16.325 | 22.310 | 25.722 | 26.723 | 29.295 | 26.002 | 22.828 |